# Городищенське сільське поселення (Нюксенський район)
Городи́щенське сільське поселення (рос. Городищенское сельское поселение) — сільське поселення у складі Нюксенського району Вологодської області Росії.
Адміністративний центр — село Городищна.

## Населення
Населення сільського поселення становить 1755 осіб (2019; 2152 у 2010, 2835 у 2002).

## Історія
Станом на 1999 рік існували Брусенська сільська рада (5 населених пунктів), Брусноволовська сільська рада (14 населених пунктів), Городищенська сільська рада (41 населений пункт) та Космаревська сільська рада (23 населених пункти).
16 листопада 2000 року ліквідовано присілки Бистре, Веселково, Висока, Катково, Малі Миси та Овінці Городищенської сільради. 4 липня 2001 рок ліквідовано присілки Тулупово Брусноволовської сільради, Заовчише, Зачащна, Попово та Сельменгські Половники Космаревської сільради.
Станом на 2002 рік існували Брусенська сільська рада (присілки Брусенець, Гордяково, Монастиріха, Пустиня, Хохлово), Брусноволовська сільська рада (присілки Брусноволовський Погост, Велика Горка, Верхов'є, Дор, Запольна, Кокуєво, Костинська, Мала Горка, Нова Дуброва, Низовки, Слекішино, Суровцево, хутір Дроздово), Городищенська сільська рада (село Городищна, присілки Ананьєвська, Бледвеж, Бризгалово, Великий Двор, Великі Івки, Великі Миси, Верхнє Каменне, Верня Горка, Вороніха, Дворище, Карманов Двор, Козаково, Климшино, Козлевська, Козлово, Лукино, Ляменська, Макарино, Малі Івки, Мигра, Мікшино, Нижнє Каменне, Нижня Горка, Опаліхи, Перхушково, Пожарище, Сарафановська, Слобода, Слободка, Софроновська, Струбіха, Федьковська, Череміські, Юшково) та Космаревська сільська рада (присілки Бор, Биково, Васильєво, Гаврилово, Дор, Жар, Заглибоцька, Задні Двор, Киселево, Космаревська Куліга, Левково, Лопатино, Матвієвська, Пригорово, Сімейні Ложки, Тоз, Холм, Шульгино, селище Половники). 2006 року сільради були перетворені у сільські поселення.
8 квітня 2009 року ліквідовано Брусенське сільське поселення (колишня Брусенська сільрада) та Брусноволовське сільське поселення (колишня Брусновловська сільрада), їхні території увійшли до складу Городищенського сільського поселення (колишні Городищенська та Космаревська сільради).
2 травня 2020 року ліквідовано присілки Запольна, Левково, Нова Дуброва, Пригорово, Сімейні Ложки, Струбіха та Череміські.

## Склад
До складу сільського поселення входять:
| Населений пункт                   | Населення, осіб (2002) | Населення, осіб (2010) |
| --------------------------------- | ---------------------- | ---------------------- |
| Ананьєвська, присілок             | 20                     | 9                      |
| Биково, присілок                  | 19                     | 11                     |
| Бледвеж, присілок                 | 0                      | 0                      |
| Бор, присілок                     | 107                    | 77                     |
| Бризгалово, присілок              | 16                     | 4                      |
| Брусенець, присілок               | 129                    | 90                     |
| Брусноволовський Погост, присілок | 98                     | 85                     |
| Васильєво, присілок               | 0                      | 0                      |
| Велика Горка, присілок            | 19                     | 9                      |
| Великий Двор, присілок            | 44                     | 23                     |
| Великі Івки, присілок             | 25                     | 15                     |
| Великі Миси, присілок             | 0                      | 0                      |
| Верхнє Каменне, присілок          | 6                      | 5                      |
| Верхня Горка, присілок            | 37                     | 37                     |
| Верхов'є, присілок                | 20                     | 6                      |
| Вороніха, присілок                | 0                      | 0                      |
| Гаврилово, присілок               | 0                      | 0                      |
| Гордяково, присілок               | 1                      | 0                      |
| Городищна, село                   | 701                    | 594                    |
| Дворище, присілок                 | 4                      | 2                      |
| Дор, присілок                     | 30                     | 23                     |
| Дор, присілок                     | 19                     | 7                      |
| Дроздово, хутір                   | 0                      | 0                      |
| Жар, присілок                     | 103                    | 74                     |
| Заглибоцька, присілок             | 9                      | 11                     |
| Задній Двор, присілок             | 12                     | 9                      |
| Запольна, присілок                | 0                      | 0                      |
| Карманов Двор, присілок           | 38                     | 32                     |
| Киселево, присілок                | 0                      | 0                      |
| Климшино, присілок                | 20                     | 21                     |
| Козаково, присілок                | 7                      | 5                      |
| Козлевська, присілок              | 105                    | 72                     |
| Козлово, присілок                 | 25                     | 24                     |
| Кокуєво, присілок                 | 35                     | 28                     |
| Космаревська Куліга, присілок     | 39                     | 22                     |
| Костинська, присілок              | 0                      | 0                      |
| Левково, присілок                 | 0                      | 0                      |
| Лопатино, присілок                | 66                     | 50                     |
| Лукино, присілок                  | 26                     | 15                     |
| Ляменська, присілок               | 25                     | 15                     |
| Макарино, присілок                | 103                    | 85                     |
| Мала Горка, присілок              | 57                     | 36                     |
| Малі Івки, присілок               | 3                      | 3                      |
| Матвієвська, присілок             | 139                    | 110                    |
| Мигра, присілок                   | 12                     | 8                      |
| Мікшино, присілок                 | 31                     | 22                     |
| Монастиріха, присілок             | 28                     | 13                     |
| Нижнє Каменне, присілок           | 6                      | 5                      |
| Нижня Горка, присілок             | 35                     | 24                     |
| Низовки, присілок                 | 38                     | 24                     |
| Нова Дуброва, присілок            | 0                      | 0                      |
| Опаліхи, присілок                 | 25                     | 18                     |
| Перхушково, присілок              | 5                      | 5                      |
| Пожарище, присілок                | 13                     | 16                     |
| Половники, селище                 | 0                      | 0                      |
| Пригорово, присілок               | 0                      | 0                      |
| Пустиня, присілок                 | 151                    | 120                    |
| Сарафановська, присілок           | 40                     | 26                     |
| Сімейні Ложки, присілок           | 0                      | 0                      |
| Слекішино, присілок               | 20                     | 9                      |
| Слобода, присілок                 | 28                     | 6                      |
| Слободка, присілок                | 13                     | 1                      |
| Софроновська, присілок            | 74                     | 62                     |
| Струбіха, присілок                | 0                      | 0                      |
| Суровцево, присілок               | 31                     | 22                     |
| Тоз, присілок                     | 0                      | 0                      |
| Федьковська, присілок             | 34                     | 27                     |
| Холм, присілок                    | 0                      | 0                      |
| Хохлово, присілок                 | 21                     | 16                     |
| Череміські, присілок              | 0                      | 0                      |
| Шульгино, присілок                | 27                     | 23                     |
| Юшково, присілок                  | 96                     | 87                     |